# Parafia św. Józefa Rzemieślnika w Sosnowcu
Parafia św. Józefa Rzemieślnika – parafia rzymskokatolicka należąca do diecezji sosnowieckiej. Powstała 28 lutego 1957 roku dekretem erekcyjnym biskupa dra Zdzisława Golińskiego w Sosnowcu, w dzielnicy Rudna. 

## Historia parafii
Kościołem stała się kaplica na głównym cmentarzu. W 1982 roku ks. kan. Stanisław Szopa uzyskał zgodę na budowę nowego kościoła, co w czasach komunizmu było trudnym zadaniem. W czasie II wizyty do Polski w 1983 roku papież Jan Paweł II dokonał aktu poświęcenia kamienia węgielnego. Budowa kościoła trwała 6 lat. W 1990 roku uroczystego poświęcenia nowego kościoła dokonał ks. biskup Stanisław Nowak, ówczesny ordynariusz diecezji częstochowskiej (w granicach, której mieścił się Sosnowiec).

## Proboszczowie
Dotychczasowi proboszczowie parafii;
- ks. Aleksander Konopka (1957–1968)
- ks. Marian Sztuka (1.09.1968 – 1.06.1969)
- ks. Stanisław Piwowarski (1.06.1969 – 17.08.1975)
- ks. kan. Stanisław Szopa (17.08.1975 – 1991)
- ks. Marian Wątek (1991)
- ks. kan Stanisław Zychowicz (1992)
- ks. kan dr Donat Manterys (1.09.1993 – 30.07.2020)

Aktualnie
- ks. Dariusz Kujawa (administrator od 01.08.2020)